# Lathyarcha tetrica
Espèce
Lathyarcha tetrica est une espèce d'araignées aranéomorphes de la famille des Desidae.

## Distribution
Cette espèce est endémique d'Australie-Occidentale.

## Description
La femelle holotype mesure 3 mm.

## Publication originale
- Simon, 1908 : Araneae. 1re partie. Die Fauna Südwest-Australiens. Jena, vol. 1, no 12, p. 359-446 (texte intégral).